# Pomnik Nikifora Krynickiego w Krynicy-Zdroju
Pomnik Nikifora Krynickiego w Krynicy-Zdroju – pomnik poświęcony Nikiforowi Krynickiemu (Epifaniuszowi Drowniakowi). Znajduje się na skwerze pomiędzy ulicą Nikifora Krynickiego, a ulicą Leona Nowotarskiego w Krynicy-Zdroju. Został odsłonięty 9 września 2005.

## Historia
Pierwszy komitet budowy pomnika Nikifora powstał w latach 90. XX wieku pod przewodnictwem prałata Mirona Mychajłyszyna, proboszcza parafii greckokatolickiej w Krynicy. Zamierzano powierzyć realizację lwowskiemu rzeźbiarzowi Serhijowi Oleszko. Z powodu braku środków finansowych nie doszło jednak do realizacji.
Z nową inicjatywą wystąpił opiekun Nikifora – Marian Włosiński w 2004, po premierze filmu „Mój Nikifor” reżyserii Krzysztofa Krauzego. Tym razem realizacja zbiegła się w czasie z 110. rocznicą urodzin Nikifora. Do inicjatywy przyłączyło się Stowarzyszenie Łemków. Władze miejskie poparły inicjatywę i pokryły część kosztów. Czesław Dźwigaj zrzekł się honorarium za projekt i zadeklarował częściowe sfinansowanie jego realizacji.
Autorem zrealizowanego projektu pomnika jest krakowski rzeźbiarz prof. Czesław Dźwigaj. Projekt został wybrany do realizacji przez siedmioosobowe polsko-łemkowskie jury spośród trzech projektów: Czesława Dźwigaja, Serhija Oleszki ze Lwowa i Mychajła Kołodki z Użhorodu. Pomnik według projektu Serhija Oleszki odsłonięto we Lwowie na Placu Muzealnym koło kościoła Dominikanów w 2006. 
Uroczystego odsłonięcia pomnika dokonał 9 września 2005 prezydent Rzeczypospolitej Polskiej Aleksander Kwaśniewski w towarzystwie prezydenta Litwy Valdasa Adamkusa, gościa XV Forum Ekonomicznego.

## Opis
Pomnik przedstawia Nikifora siedzącego z pędzlem w dłoni, na murku przy krynickim deptaku, w towarzystwie psa.

## Galeria

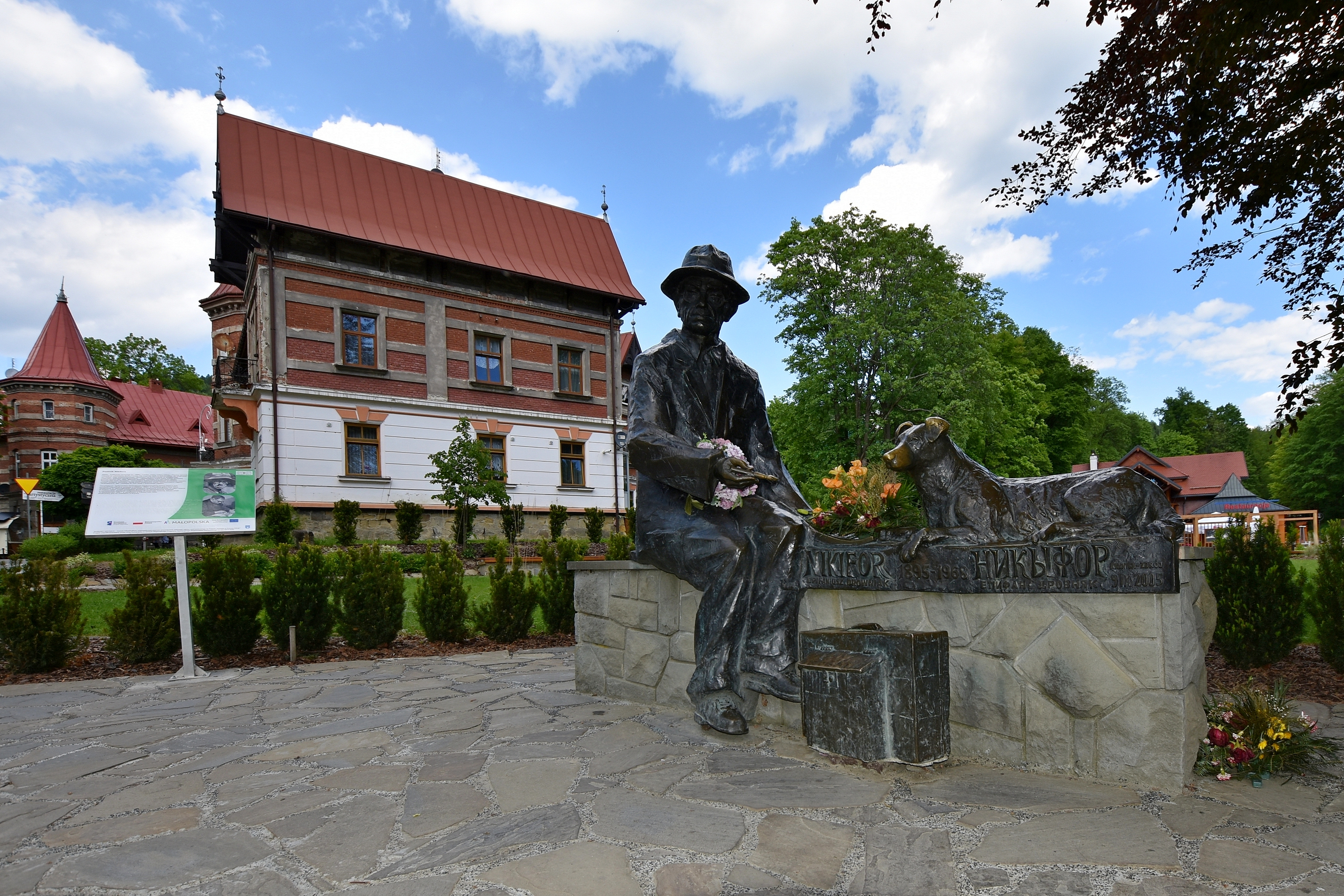
Pomnik Nikifora Krynickiego
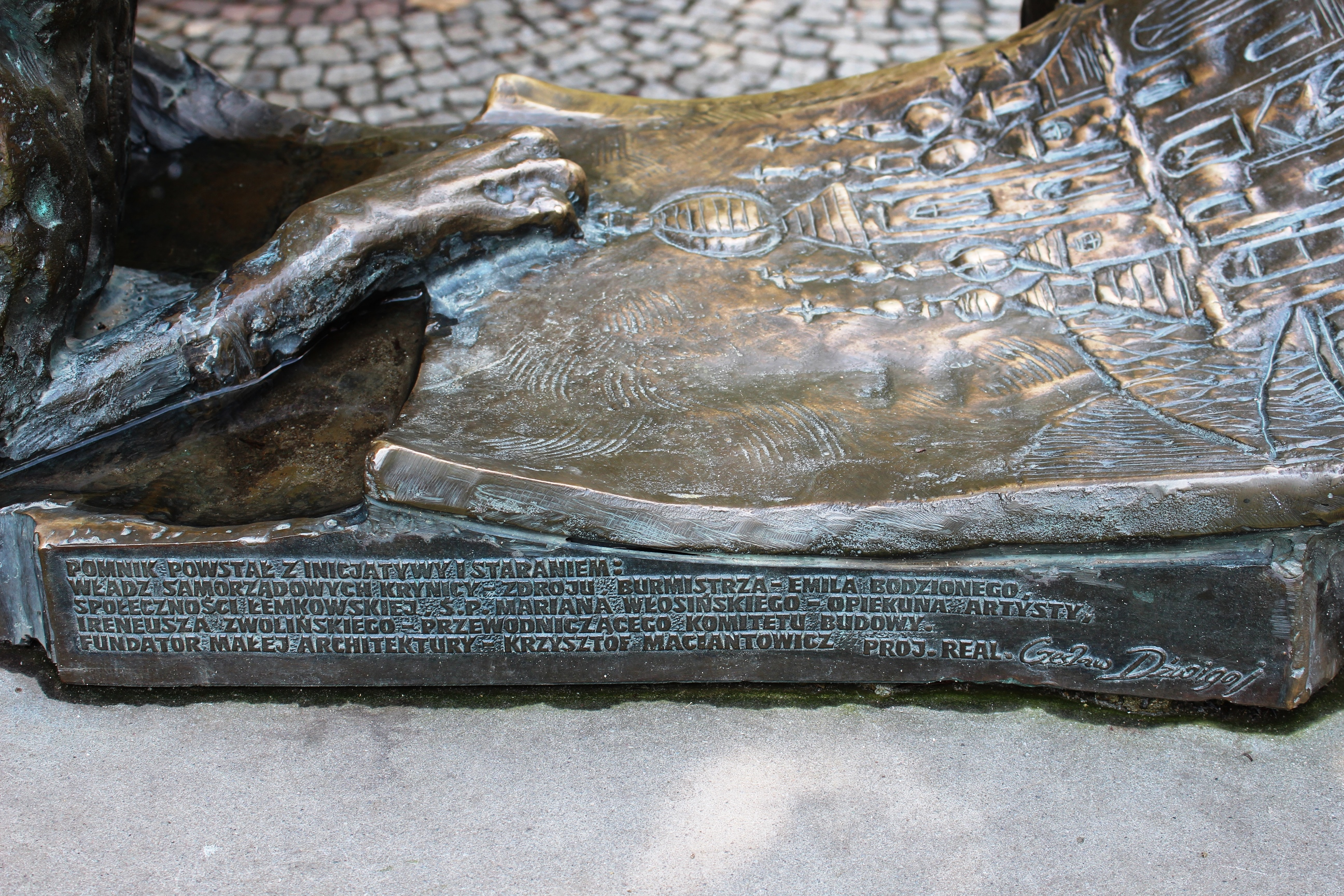
Fragment pomnika z informacją o jego twórcach
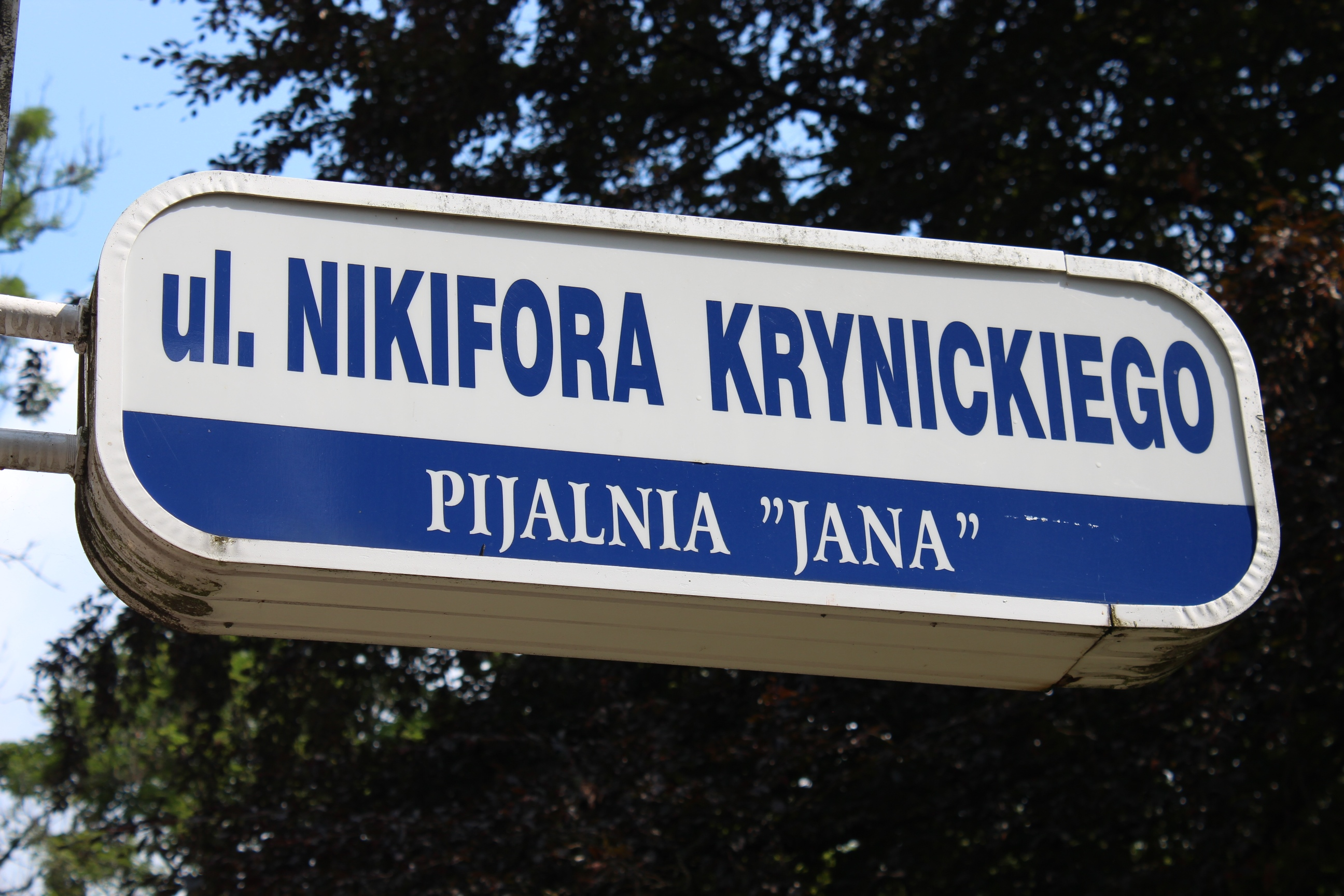
Ulica Nikifora Krynickiego (oznaczenie przy pomniku)